# Vandali
I Vandali (Wandili) erano una popolazione germanica orientale come i Burgundi e i Goti. Plinio il Vecchio sosteneva nella sua Naturalis Historia che di questa popolazione facessero parte anche i Burgundi, i Varinni, i Carini e i Gutoni. Dopo una prima presenza nei territori dell'attuale Polonia (tra il bacino dell'Oder e della Vistola), sotto la pressione di altre tribù germaniche, si spostarono più a sud, dove combatterono e sottomisero la popolazione celtica dei Boi. Si stanziarono quindi nei territori dell'attuale Slesia e Boemia, creando una federazione di tribù comprendente Burgundi, Rugi e Silingi, detta dei Lugi (compagni).

## Origine

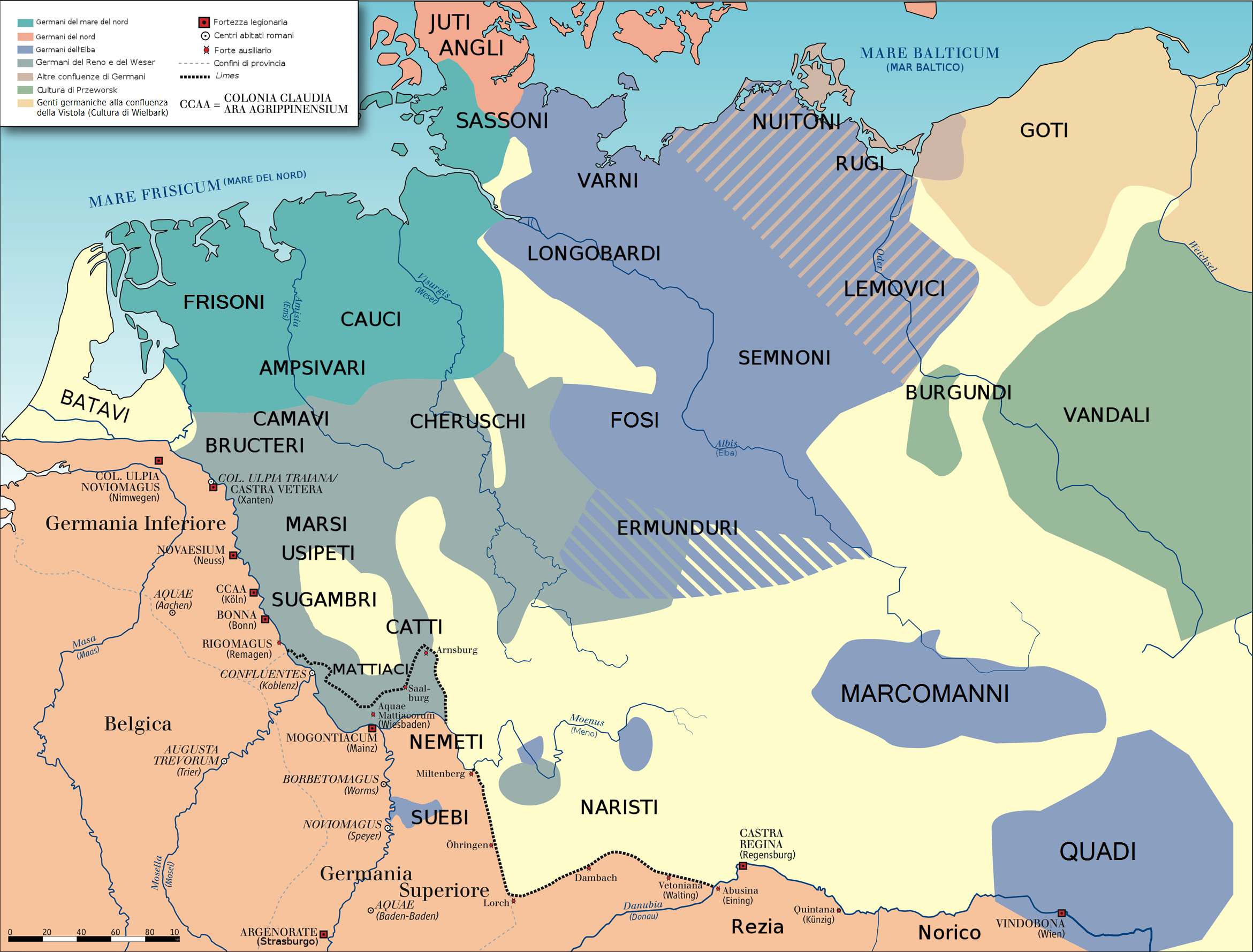
I Vandali (parte destra della cartina, in verde) nella Germania Magna nel I secolo d.C..

Stirpe germanica orientale inizialmente stanziata nella regione della foce della Vistola, di loro aveva parlato lo storico romano, Tacito, nel suo Germania (scritto nel 98), ponendoli fra le genti di origine germanica:
(Publio Cornelio Tacito, De origine et situ Germanorum, II., Newton Compton, Roma, trad.: G.D. Mazzocato)
Altra citazione interessante proviene da Paolo Diacono, il longobardo storico del suo popolo, il quale nella sua Historia Langobardorum, scritta verso la fine dell'VIII secolo, narra di come i due popoli vennero in contatto:
(Paolo Diacono, Historia Langobardorum, I, 7., Rizzoli, Milano, trad.: A. Zanella)
Sempre secondo Paolo Diacono fu proprio in questa occasione che ai Winili venne fatto cambiare il nome in Longobardi. Ma questa è storia dei Longobardi, a cui si rimanda.

## II e III secolo
Nel II secolo d.C., all'interno e ai margini della massa germanica si erano verificati movimenti e mescolanze di popoli, tanto da portare a trasformazioni di natura politica: intere popolazioni (come Marcomanni, Quadi, Naristi, Cotini, Iazigi, Buri ecc.), sotto la pressione dei Germani orientali (su tutti i Goti), furono costrette a riorganizzarsi in sistemi sociali più evoluti e permanenti, ovvero si raggrupparono in coalizioni ("confederazioni") di natura soprattutto militare, con la conseguenza che il limes renano-danubiano finì per essere sottoposto ad una costante e maggiore pressione. Tale trasformazione fu anche indotta dalla vicinanza e dal confronto con la civiltà imperiale romana, le sue ricchezze, la sua lingua, le sue armi, la sua organizzazione. Alla fine la violenta pressione di altri popoli migranti (Goti, Vandali e Sarmati) finì per costringere queste confederazioni di popoli confinanti con l'Impero Romano, che di fronte a loro non disponevano di ampi spazi su cui trasferirsi, a decidere di dare l'assalto direttamente alle province renano-danubiane. E fu così che anche gli stessi Vandali, parteciparono a questa iniziale fase di sfondamento delle frontiere romane.

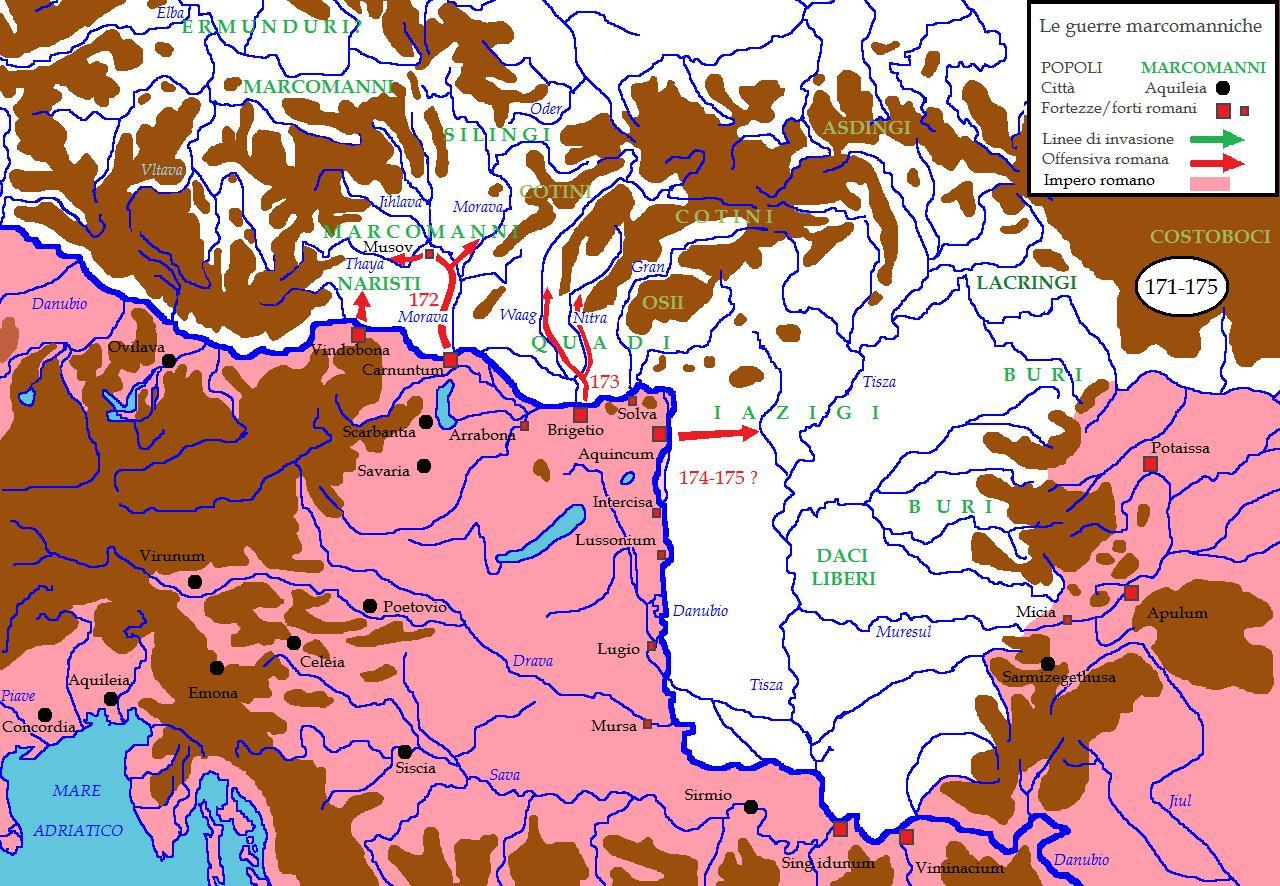
Le popolazioni vandaliche di Asdingi, Silingi e Lacringi al tempo delle guerre marcomanniche (anni 171-175) quando si stabilirono a sud dell'arco carpatico.

La popolazione vandala era, a sua volta, divisa fra tre principali etnie: Asdingi (dal nome della casata principale), Silingi e Lacringi. La prima testimonianza storica di un loro scontro con l'Impero romano avvenne, quindi, secondo quanto ci raccontano Cassio Dione e la Historia Augusta, durante il periodo delle cosiddette guerre marcomanniche (dal 166/167 al 188/189), al tempo degli imperatori Marco Aurelio, Lucio Vero e Commodo. Sappiamo, infatti, che il "ramo" dei Vandali Asdingi mosse verso sud-est, guidato dai loro re Raus e Raptus e che alla fine stipularono un trattato di alleanza con i Romani, stanziandosi a nord-est della Dacia, nel bacino dei Carpazi.
(Cassio Dione Cocceiano, Storia romana, LXXII, 12, 1-2.)
La sconfitta segnò una svolta nella storia dei Vandali che dovettero così fornire armati all'Impero Romano in qualità di alleati, anche in seguito alla morte di Marco Aurelio nel 180. Con il III secolo, a partire dagli anni 213-214, si ebbero nuove incursioni in Dacia e in Pannonia inferiore, lungo il tratto danubiano attorno ad Aquincum, da parte dei Vandali. L'Imperatore Caracalla, costretto ad intervenire di persona, riuscì a chiedere aiuto agli alleati Marcomanni, opponendoli ai vicini Vandali che si stavano dimostrando da qualche tempo particolarmente ostili.

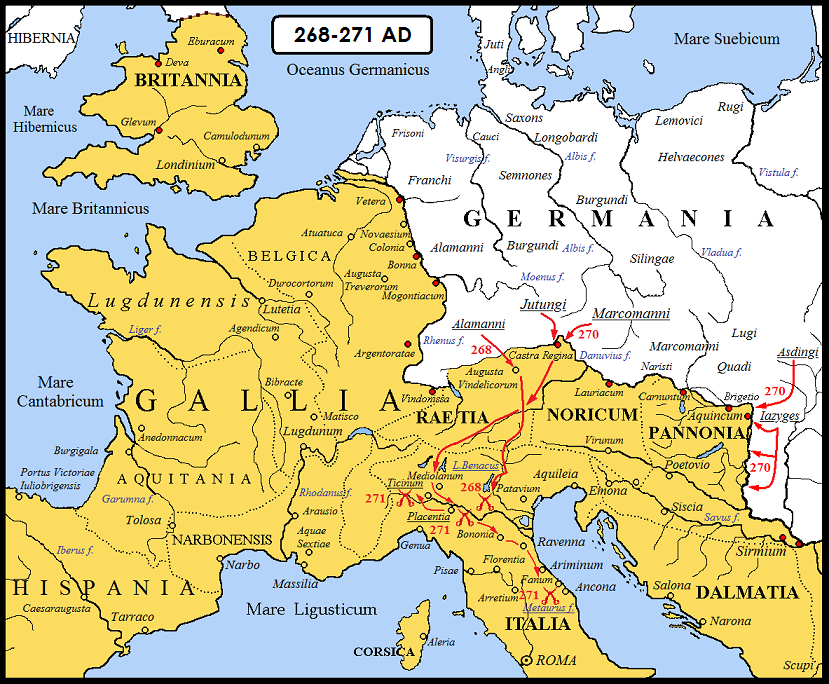
L'invasione della parte occidentale dell'impero romano degli anni 268-271, da parte di Alemanni, Marcomanni, Iutungi, Iazigi e Vandali Asdingi.

Nel 248 durante una nuova incursione di Goti, ai quali era stato rifiutato il contributo annuale promesso da Gordiano III, si associarono anche i Vandali, portando devastazione nella provincia di Mesia inferiore:
(Giordane, De origine actibusque Getarum, XVI, 1-3.)
L'invasione alla fine fu quindi fermata dal generale di Filippo l'Arabo, Decio Traiano, futuro imperatore, presso la città di Marcianopoli, che era rimasta sotto assedio per lungo tempo. La resa fu anche possibile grazie all'ignoranza dei Germani in fatto di macchine d'assedio e probabilmente, come suggerisce Giordane, «dalla somma versata loro dagli abitanti».
Nel 270, mentre l'imperatore Aureliano si trovava a Roma, per ricevere dal Senato in modo ufficiale i pieni poteri imperiali, una nuova invasione generò il panico, questa volta nelle province di Pannonia superiore ed inferiore, che evidentemente Aureliano aveva sguarnito per recarsi in Italia a respingere l'invasione degli Iutungi: si trattava dei Vandali Asdingi, insieme ad alcune bande di Sarmati Iazigi. Ma il pronto intervento dell'imperatore in persona costrinse queste popolazioni germano-sarmatiche a capitolare ed a chiedere la pace. Aureliano costrinse i barbari a fornire in ostaggio molti dei loro figli, oltre ad un contingente di cavalleria ausiliaria di duemila uomini, in cambio del ritorno alle loro terre a nord del Danubio. Per questi successi ottenne l'appellativo di Sarmaticus maximus.
Nel 276 i Vandali tornarono ad invadere i territori imperiali, assieme a Lugi e Burgundi, lungo il tratto dell'alto-medio corso del Danubio, mentre due anni più tardi, nel 278, l'Imperatore Probo affrontò Burgundi e Vandali, che erano venuti in soccorso delle altre tribù germaniche, e li sconfisse in Rezia nei pressi del fiume Lech (chiamato da Zosimo "Licca"). Al termine degli scontri furono accordate le stesse condizioni concesse ai Lugi (con la restituzione dei prigionieri romani e del bottino razziato nelle province romane), ma quando i barbari vennero meno alle intese, trattenendo una parte dei prigionieri, l'imperatore li affrontò nuovamente. La coalizione germanica fu duramente sconfitta e i Romani catturarono anche il loro capo, Igillo, tanto che Probo per queste vittorie assunse l'appellativo di "Germanicus maximus". E sembra che quello stesso anno Probo sconfisse un altro "ramo", più orientale, delle tribù vandaliche lungo il medio corso del Danubio, alleate con gli Iazigi. Ancora pochi anni più tardi, nel 281, ancora Probo, sulla strada del ritorno dall'Oriente, dopo una nuova campagna oltre il Danubio, trasferì in territorio romano molte persone delle popolazioni di Bastarni, Gepidi, Grutungi e anche Vandali che, poco dopo ruppero nuovamente l'alleanza e, mentre Probo era impegnato a combattere alcuni usurpatori, tornarono a compiere le solite incursioni, depredando i territori imperiali.

## IV secolo

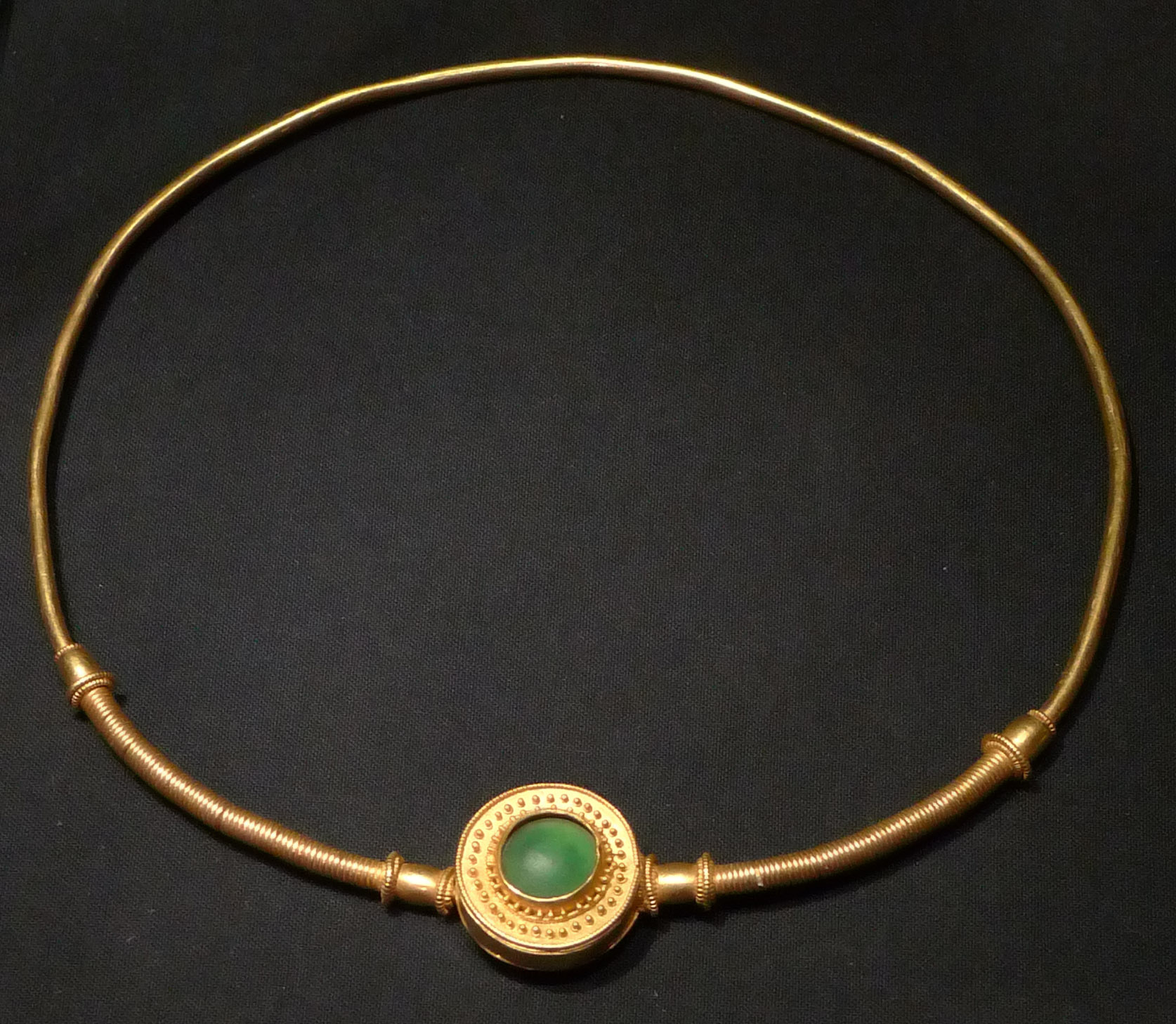
Collana d'oro vandala, ritrovata nell'odierna Slovacchia orientale.

Nel 335, i Vandali, che abitavano la regione compresa tra il fiume Marisus ed il Danubio (forse poco a nord-ovest del Banato), sotto la guida di Visimar, si scontrarono con i Goti di Geberico e furono sconfitti. I superstiti chiesero a Costantino I di essere ammessi nei territori dell'Impero romano, ottenendone il permesso e stabilendosi nella Pannonia, dove rimasero tranquilli per almeno quarant'anni "obbedendo alle leggi dell'Impero come gli altri abitanti della regione", . Essi furono così inglobati come foederati, mantenendo la loro mansione di cuscinetto fra l'impero e le altre tribù barbare della pianura Sarmatica.
Nel 374 sappiamo che l'uccisione a tradimento dopo un banchetto, del capo dei Quadi, Gabinio, da parte del prefetto del pretorio delle Gallie, Massimino. rese furiosi non solo i Quadi, ma molte altre popolazioni a loro vicine (come gli Iazigi ed i Vandali), che insieme inviarono squadre di saccheggiatori oltre il Danubio in territorio romano. Furono così senza alcun preavviso assaliti i contadini impegnati nel raccolto delle messi, molti dei quali furono sterminati, molti altri furono fatti prigionieri e condotti con molti animali di ogni tipo nei loro territori. E poco mancò che anche la stessa figlia di Costanzo II, Flavia Massima Faustina Costanza, venisse catturata dai barbari inferociti, riuscendo invece a rifugiarsi a Sirmio.

## V secolo

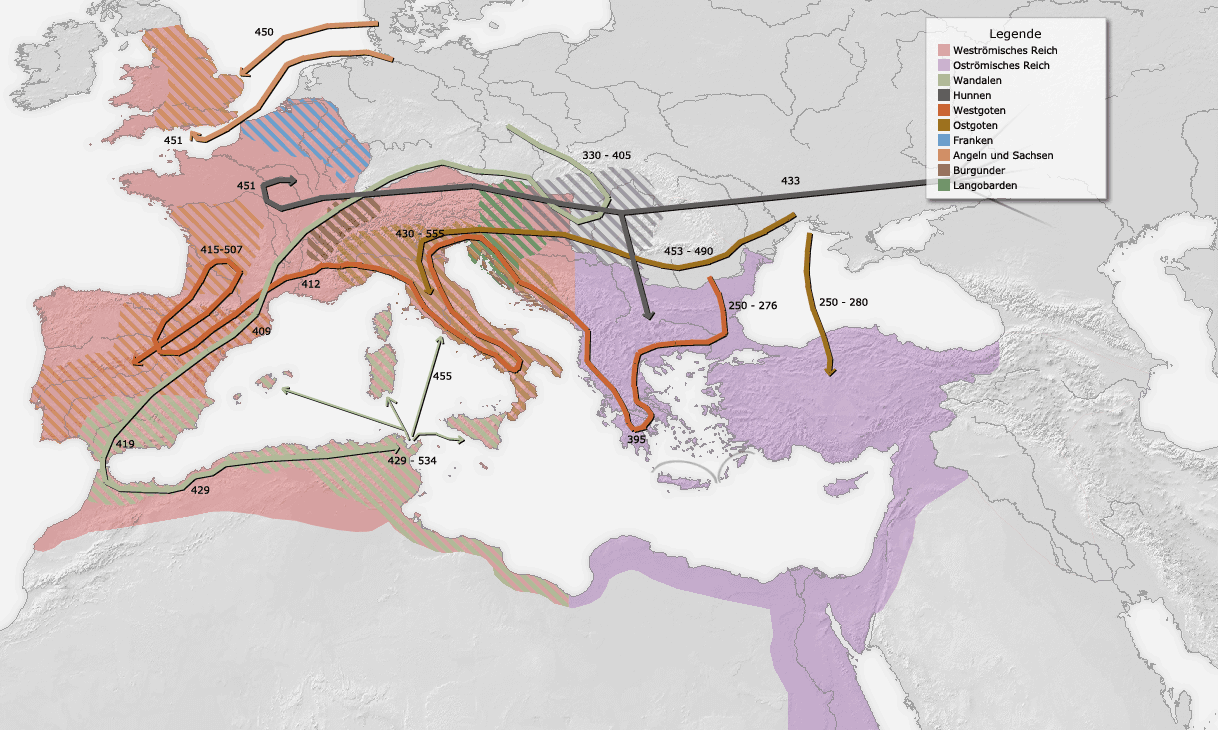
Mappa semplificata delle invasioni dei vandali (in verde), attraverso Dacia, Gallia, Iberia e Nordafrica, fino ai raid nel Mediterraneo ed al sacco di Roma del 455

I Vandali Asdingi lasciarono la Pannonia intorno al 400, spinti alla colonizzazione di nuove terre dall'avanzata delle truppe unne. Nel 401, sotto la spinta di altri popoli germanici, gli Asdingi, che già si erano convertiti all'arianesimo, si spinsero sino alla Rezia, saccheggiandola. Stilicone li fermò temporaneamente, ma l'avanzata continuò e sembra che l'esercito gotico di Radagaiso, che invase l'Italia nel 405, comprendesse anche Vandali Asdingi, Alani e Quadi; in ogni modo l'esercito di Radagaiso fu sconfitto da Stilicone nei pressi di Fiesole.
L'anno dopo (406), assieme agli Alani e ai Suebi (probabilmente da identificare con i Quadi) i Vandali Asdingi iniziarono a spostarsi lungo il limes a nord delle Alpi vicino ad Augusta in direzione del fiume Meno, dove a loro si unirono i Silingi (Vandali unitisi ai Burgundi nel III secolo) e da qui raggiunsero il Reno, dove i Vandali furono affrontati dai Franchi, che come federati dei Romani, presidiavano il confine dell'impero; i Franchi provocarono gravi perdite nelle file dei Vandali, ma sopraggiunsero gli Alani che capovolsero le sorti della battaglia. Il capo dei Vandali Asdingi, Godigisel perse la vita nel corso della battaglia, avvenuta presso la città di Treviri, poco prima che la sua tribù, con l'aiuto degli Alani, sconfiggesse i Franchi.

### In Gallia (406-408)
Insediatisi in Pannonia, nel 406-409 i Vandali passarono il Reno e dilagarono in Gallia. Intanto a Godigisel successe il figlio Gunderico, che guidò i Vandali della tribù degli Asdingi oltre il Reno, il 31 dicembre del 406, in prossimità di Magonza, che fu rasa al suolo, e poi attraversarono rapidamente la Gallia, razziando i villaggi e le città che incontravano lungo il loro cammino, sino ad arrivare ai Pirenei, dove si fermarono di fronte ai passi fortificati e si riversarono nella Gallia Narbonense.
L'avanzata divenne un'invasione, scatenando il caos. Assieme alle tribù vandale degli Asdingi e di parte dei Silingi (il resto dei Silingi era rimasto nelle terre ancestrali della Pannonia e della Slesia finendo per fondersi con gli Slavi) si scatenarono sul territorio gallico anche Svevi, Alani, seguiti da Burgundi e Alemanni.
Mentre questi ultimi si stanziavano in Gallia, i Vandali con Alani e Svevi ritornarono verso i Pirenei per superarli, nel corso del 409.

### Nella penisola iberica (409-429)

La Spagna nel V secolo, con le popolazioni vandaliche di Asdingi (nel nord-ovest) e Silingi (nel sud).

In questo periodo, attorno ai Vandali si era formata una coalizione di tribù, che includeva sia altri elementi germanici (Suebi, Silingi) sia popoli di diversa stirpe (Alani). Nell'autunno del 409, assieme a Svevi, Alani e Silingi, probabilmente con la complicità del governatore romano della penisola iberica, Geronzio, che mirava a crearsi uno stato indipendente, attraversarono i Pirenei dove per circa due anni portarono distruzioni e saccheggi. Qui ottennero lo status di foederati dall'imperatore romano Onorio (410). Per due anni le popolazioni barbare che erano giunte nella penisola iberica, tre di origine germanica, i Vandali Asdingi, i Vandali Silingi ed i Suebi, e una non germanica, gli Alani, si aggirarono per le fiorenti campagne iberiche, abbandonandosi al saccheggio ed alle devastazioni:
(Idazio, Cronaca, anno 410.)
Secondo la testimonianza del cronista Idazio, nel 411 gli invasori si spartirono le terre occupate in questo modo:
(Idazio, Cronaca)
Tutta la Spagna, tranne la Tarraconense rimasta ai Romani, risultò dunque occupata dai Barbari nell'anno 411. Secondo Procopio, storico vissuto nel VI secolo, i Barbari avrebbero avuto il riconoscimento dell'occupazione dei territori da parte di Roma, ottenendo dunque lo status di foederati e un terzo delle proprietà dei Romani, in cambio del giuramento di fedeltà all'imperatore (410); al contrario Orosio, vissuto all'epoca dei fatti, afferma esplicitamente che l'occupazione fu illegale. Tra le due testimonianze discordanti, Heather propende a dare credito a quella di Orosio, in quanto fonte più vicina cronologicamente ai fatti.
La pace durò solo pochi anni e già nel 416, il re dei Visigoti, Walia si presentò, a nome dell'imperatore, nella penisola iberica con un possente esercito per liberarla dai barbari: attaccò, per primi, i Vandali Silingi che, dopo diversi scontri, nel 418, furono annientati ed il loro re, Fredbal, fu inviato prigioniero a Ravenna, dall'imperatore; i pochi superstiti si unirono ai Vandali Asdingi. Quindi furono presi di mira gli Alani, e sempre nel 418, Attaco, re degli Alani, morì in una sanguinosa battaglia contro i Visigoti, guidati da Walia. Gli Alani, gravemente sconfitti, rinunciarono ad eleggere un nuovo re e molti dei sopravvissuti chiesero protezione ed al contempo offrirono la corona degli Alani al re dei Vandali, Gunderico, che l'accettò, diventando da allora rex Vandalorum et Alanorum, re dei Vandali e degli Alani.
Prima che Walia, alla fine del 418, si scatenasse contro Suebi e Vandali Asdingi, fu richiamato in Gallia dal generale romano Flavio Costanzo; consegnò ai Romani le province da lui recuperate di Betica, Lusitania e Cartaginense, ricevendo in cambio lo stanziamento per il suo popolo nella Valle della Garonna, in Aquitania.
I Vandali, scampato il pericolo, si volsero contro i Suebi, che si ritirarono sui monti asturiani e cantabrici e si arroccarono sulla Cordigliera Cantabrica (419); intervennero però in soccorso degli Svevi le milizie romane che, nel 420, costrinsero i Vandali ad arretrare sino alla provincia dove in precedenza erano stanziati i Silingi, la Betica.
Alcuni anni dopo, nel 422, le orde vandale, guidate da Gunderico, riportarono una grande vittoria, grazie alla slealtà dei Visigoti nei confronti dei Romani, contro un esercito romano-gotico guidato da Castino.
(Idazio, Cronaca, anno 422.)
In seguito a queste vittorie, molti porti iberici furono conquistati, e le galee requisite dai vincitori. I Vandali diventarono così la prima popolazione teutonica a sviluppare una propria marina e a darsi alla pirateria, con la quale arrivarono poco dopo, nel 425, a sbarcare e razziare in Mauretania e sulle Baleari; in quegli stessi anni caddero anche gli ultimi due baluardi romani nel sud della penisola iberica: Cartagena e Siviglia.
Dopo la morte di Gunderico, avvenuta intorno al 428 a Siviglia, venne eletto nuovo sovrano il figlio illegittimo di Godigisel, il re dei Vandali Asdingi, Genserico, che cresciuto all'ombra del fratellastro, Gunderico, e versato nell'arte militare, iniziò subito ad accrescere il potere e la ricchezza del suo popolo, in Betica, nel sud della penisola iberica. Dato che i Vandali avevano subito numerosi attacchi da parte dei Visigoti, Genserico, poco dopo essere salito al trono, decise di volgersi alla conquista dell'Africa romana, un luogo più lontano e sicuro da eventuali attacchi congiunti romano-visigoti. Infatti, sembra che avesse iniziato a costruire una flotta ancora prima di essere asceso al potere.
Nel 429 Genserico guidò il suo popolo (circa 80.000 persone, di cui 15.000 in armi, i vandali erano valutati circa 50.000) nell'Africa, richiamatovi dalla situazione di caos venutosi a creare per la rivolta dei Mauri, che l'autorità imperiale non riusciva a controllare e forse chiamato dal generale romano Bonifacio caduto in sospetto presso la corte romana e vicino alla resa dei conti con il generale Felice e l'imperatore Valentiniano III.
E mentre la popolazione si radunava al porto di imbarco di Julia Traducta, sulla punta più meridionale della penisola iberica, Genserico si volse contro i Suebi che, approfittando della partenza dei rivali, avevano invaso la Lusitania, e li sbaragliò.

### La conquista del Nordafrica (429-440)

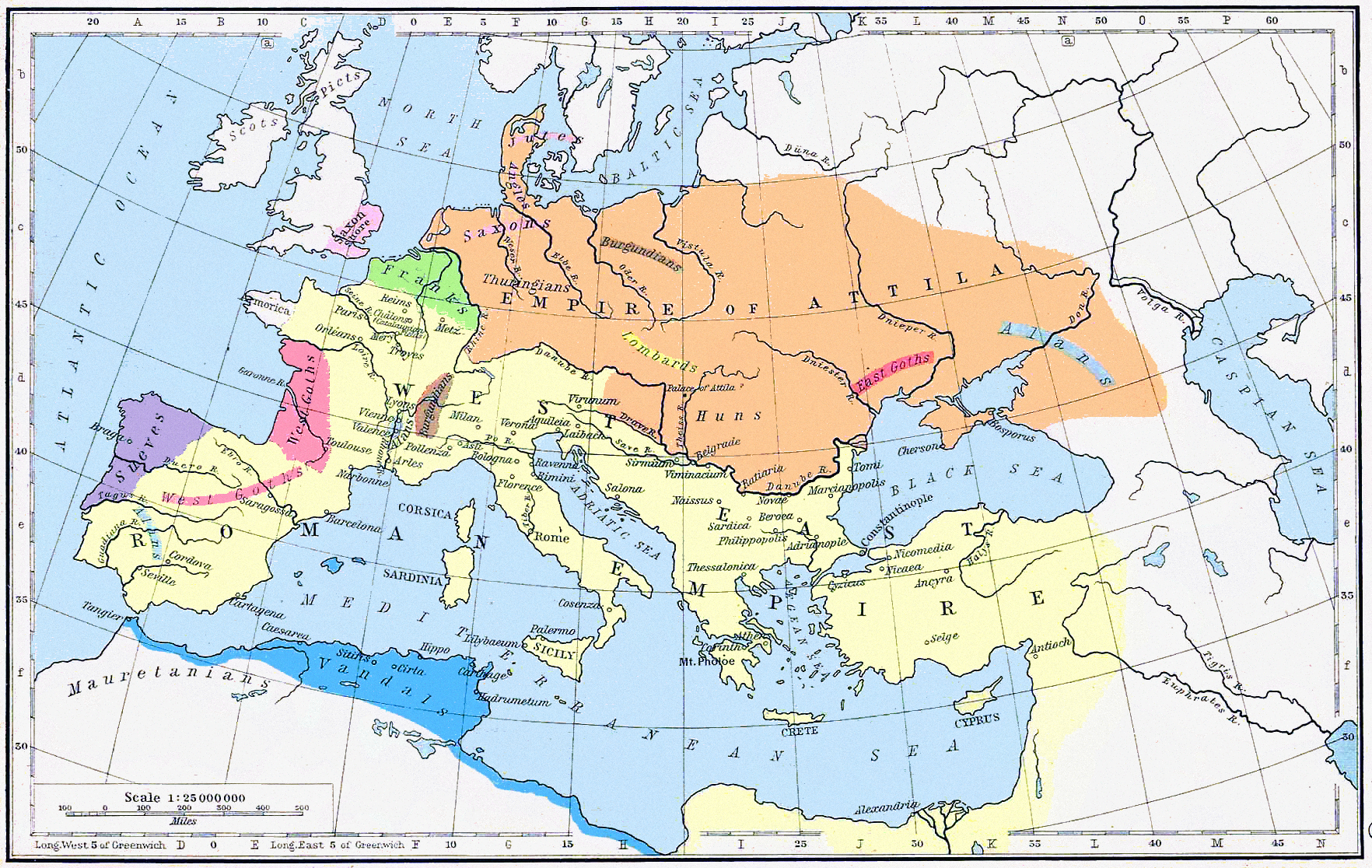
Cartina dell'Europa e dell'area mediterranea nel 450, dove sono messe in evidenza le popolazioni germaniche all'interno dell'impero romano ed il regno degli Unni di Attila.

Portata a termine la traversata (di circa 15 km) i Vandali si riversarono in Mauretania (l'odierno Marocco e l'attuale Algeria nordoccidentale), dove conquistarono Caesarea (l'attuale Cherchel, vicino ad Algeri) e l'attraversarono tutta. Giunti in Numidia Cirtensis o Cirtana (l'odierna Algeria orientale), sconfissero i Romani, e la conquistarono, nel 430. I Romani si erano però asserragliati nelle città, in particolare a Cirta ed Ippona; Bonifacio si era chiuso in Ippona, cui i Vandali posero l'assedio (durante l'assedio, il 28 agosto 430, sant'Agostino morì di malattia), ma, mancando di tecniche e di macchinari per l'assedio, non riuscirono in un primo momento a prenderla; nel frattempo, inviato dall'imperatore d'Oriente, Teodosio II, era giunto, guidato da Aspar, un contingente militare che unitosi alle truppe di Bonifacio, attaccò i Vandali, che ripetutamente, nel 431, li sconfissero, costringendo Bonifacio a rinchiudersi nuovamente a Ippona, che, finalmente cadde e fu conquistata dai Vandali di Genserico. Bonifacio fu richiamato a corte nel 432. Aspar, invece, risulta sia rimasto in Africa a continuare le operazioni militari contro i Vandali in quanto il 1º gennaio 434 assunse il consolato a Cartagine. La diocesi d'Africa, ad eccezione delle grandi città, era perduta.
Dato che Bonifacio era stato richiamato in Italia (432), Genserico invase la Numidia proconsolare (le province di Zeugitana e di Byzacena). La guerra cominciava a pesare perché i Vandali avevano subito molte perdite e, a parte Ippona, non avevano conquistato le città ed infine si profilava una nuova spedizione imperiale guidata da Aspar, per cui furono intavolate trattative con l'imperatore Valentiniano III; il trattato di pace fu firmato ad Ippona l'11 febbraio 435 che riconobbe i Vandali al servizio dell'impero romano, come foederati, per il proconsolato di Numidia Cirtana, con capitale Ippona, senza la cessione formale di alcun territorio.
Genserico cominciò a comportarsi come un sovrano autonomo, destituendo sacerdoti ortodossi, che si opponevano all'arianesimo dei Vandali che, dal 437, cominciarono ad esercitare la pirateria; unitisi a quelli berberi, i pirati vandali razziarono le coste siciliane in quell'anno.
Il 19 ottobre 439 conquistarono Cartagine, senza colpo ferire e divenne la capitale del regno di Genserico; ci fu saccheggio con atti di violenza, ma, stando alle cronache dell'epoca, nessun edificio fu deliberatamente distrutto o danneggiato; il clero cattolico e la nobiltà vissero il dramma della schiavitù o dell'esilio e tutte le proprietà ecclesiastiche vennero trasferite al clero ariano.
Essendosi impadroniti di una parte della flotta navale romana d'Occidente, ormeggiata nel porto di Cartagine, nel 440, organizzarono incursioni in tutto il Mar Mediterraneo, soprattutto in Sicilia e Sardegna, i due granai dell'Impero d'Occidente, Corsica e le isole Baleari. Nel 441, essendo la flotta romana d'Occidente incapace di difendersi dagli attacchi dei Vandali, arrivò nelle acque siciliane una flotta orientale, inviata da Teodosio II; i suoi navarchi però indugiarono senza agire, e quando i Persiani e gli Unni, sembra entrambi pagati da Genserico, attaccarono l'Impero d'Oriente, la flotta rientrò a Costantinopoli.

### Il regno vandalo in Africa
L'imperatore d'occidente Valentiniano III, nel 442, venne a patti con Genserico riconoscendo ai Vandali l'indipendenza e la sovranità sulle terre e sui popoli da loro conquistati, cioè la Numidia Cirtensis, la Zeugitana e la Byzacena (l'insieme delle tre costituisce l'Algeria orientale e la Tunisia attuali). In cambio i Romani ottenevano la restituzione delle Mauritanie e della parte di Numidia occupata dai Vandali nel 435. In questo modo fu raggiunta la pace.
Questo trattato segnò la fine delle migrazioni del popolo vandalo, che si stabilì nelle ricche terre della Zeugitana, costringendo i precedenti proprietari o a trasferirsi in altre località o a lavorare per i nuovi padroni in posizione subordinata. La stessa sorte toccò anche ai sacerdoti ortodossi che risiedevano nelle zone della cosiddetta "assegnazione vandalica".
Cartagine divenne la capitale del regno vandalo e Genserico approvò una nuova datazione che partiva dal 19 ottobre 439, data della presa di Cartagine. Per i successivi trent'anni, i Vandali compirono scorrerie nel Mediterraneo. Ciò nonostante le relazioni tra Genserico e l'impero si mantennero buone sino al 455.

#### Sacco di Roma (455)

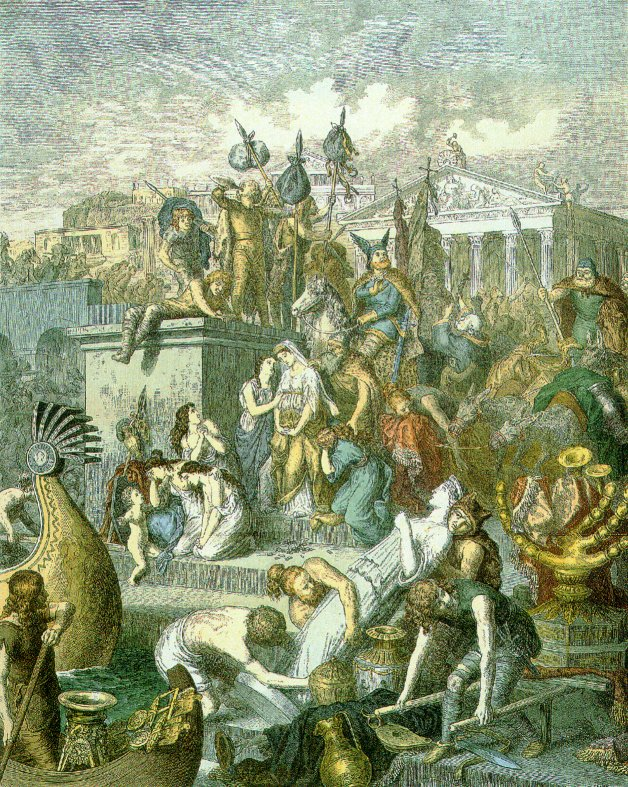
Saccheggio di Roma, di Heinrich Leutemann, del 1870

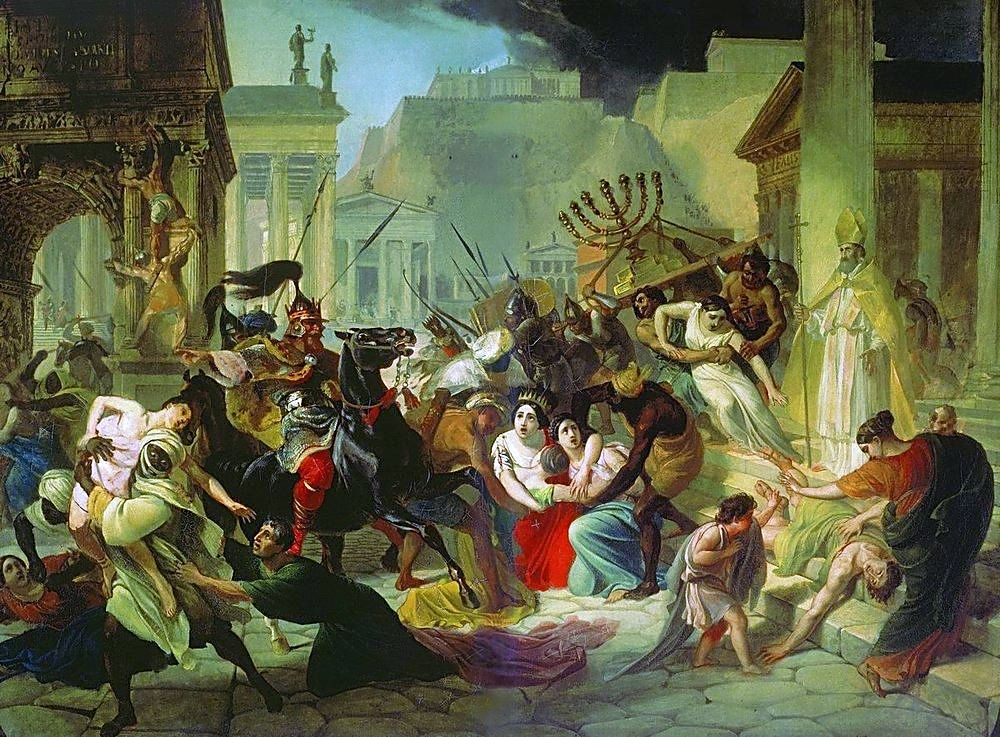
Genserico saccheggia Roma nel 455, dipinto di Karl Brjullov, 1836.

Nel 455, il 16 marzo, l'imperatore Valentiniano III, responsabile dell'uccisione di Ezio, fu a sua volta assassinato dai seguaci dello stesso. I Vandali, non riconoscendo l'usurpatore Petronio Massimo (che sembra fosse coinvolto in entrambi gli omicidi) ritennero decaduto il precedente trattato stipulato con Valentiniano. Da qui il pretesto per salpare alla volta dell'Italia (una leggenda narra che fosse l'imperatrice, Licinia Eudossia, a chiamarli); sbarcati a Porto, i Vandali affiancati da guerrieri Mauri marciarono su Roma, i cui abitanti si diedero alla fuga; Massimo, invece di combattere, si preparava anche lui alla fuga, ma fu ucciso da un soldato della sua guardia. Alla porta Portuense papa Leone I si fece incontro a Genserico e lo implorò di risparmiare la città e la sua popolazione. Genserico accettò e venne quindi accolto in città con il suo esercito.
Sebbene la storia parli del violento saccheggio della città eterna da parte dei vandali (da qui la parola vandalismo), in realtà Genserico onorò il suo giuramento: non vi furono né eccidi, né incendi, né dissennate distruzioni e i suoi uomini non devastarono Roma, rispettando le chiese cristiane. Comunque il saccheggio iniziò il 2 giugno 455; fu il terzo Sacco di Roma dopo i Galli di Brenno (390 a.C.) e i Visigoti di Alarico (410). In questo frangente i Vandali portarono via denaro e tesori (furono spogliati il palazzo imperiale, il tempio di Giove Capitolino, con il suo tetto aureo, scomparvero i tesori del Tempio di Gerusalemme portati a Roma da Tito dopo la vittoria del 70 sugli ebrei ed altro ancora), mentre Genserico condusse con sé la vedova di Valentiniano, Licinia Eudossia, e le sue figlie, Eudocia (che, giunta a Cartagine, fu data in moglie a Unerico, il figlio di Genserico) e Placidia ed il figlio di Ezio, Gaudenzio e molti notabili romani, che al rientro a Cartagine furono divisi, come schiavi, tra i partecipanti alla spedizione.

#### Guerre con l'Impero romano
Avito, nuovo imperatore d'occidente dal 9 luglio 455, cercò, senza risultati, l'adesione dell'imperatore d'oriente, Marciano, per un'offensiva comune contro i Vandali, che nel frattempo, avevano occupato le restanti province della Mauretania (l'attuale Algeria centro-occidentale), con i Mauri pronti a riconoscere l'autorità vandalica.
All'inizio del 456, i Vandali conclusero un'alleanza con i Suebi di Rechiaro, che, rotto il trattato con l'impero, invase i territori della provincia Tarraconense, mentre, nello stesso tempo, Genserico attaccò le coste calabresi e siciliane. Sbarcati ad Agrigento, però i Vandali vennero sconfitti dal generale Ricimero, che, preso il mare incrociò la flotta vandala in Corsica e la sconfisse, sempre nel 456.

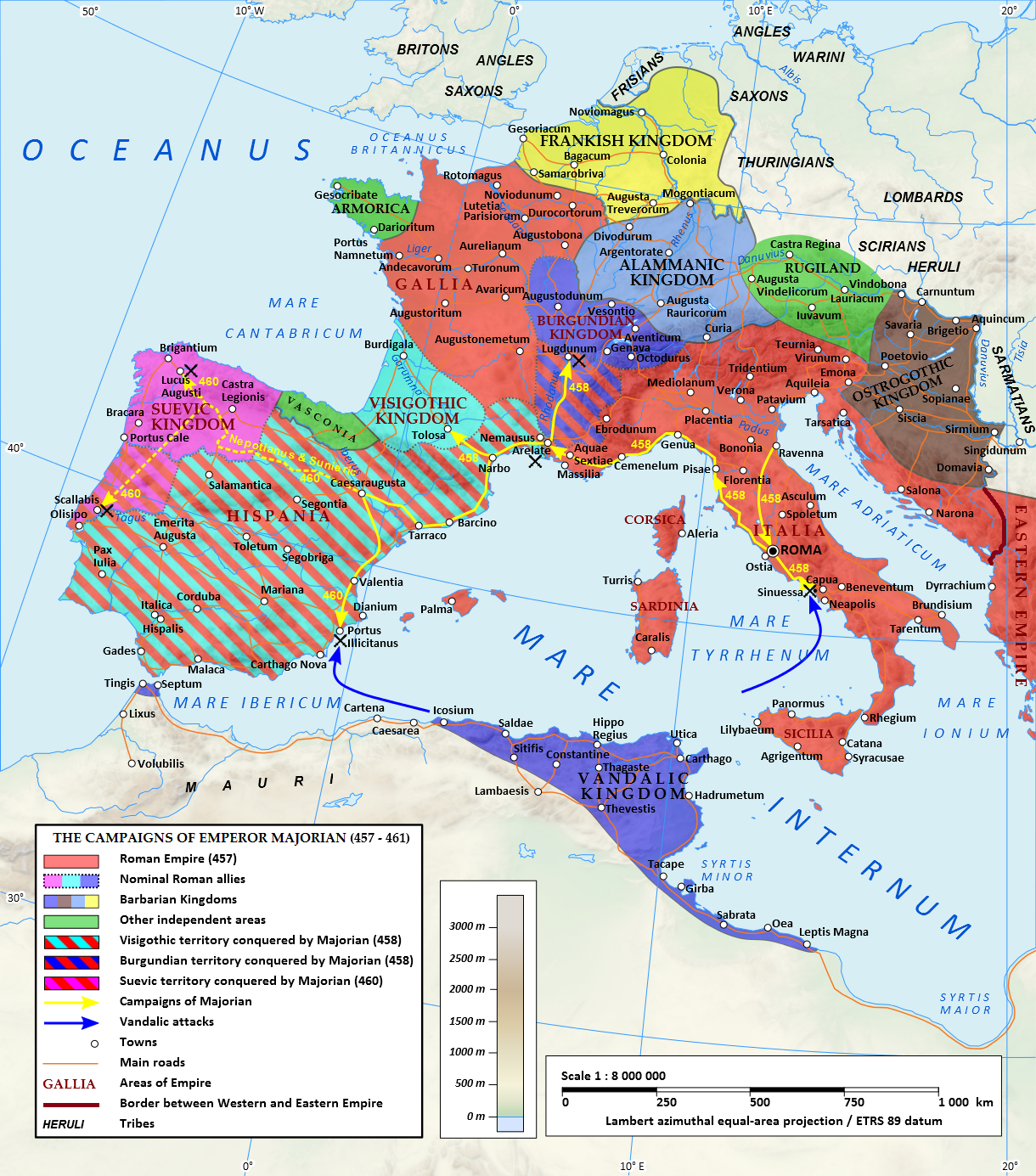
Il Regno dei Vandali (in blu) nel 457-461

Nel 458, i Vandali tentarono di formare, in Gallia, una coalizione anti-imperiale con Burgundi e Visigoti, ma l'imperatore, Maggioriano, recandosi nel mese di novembre in Gallia la fece fallire, e poi passati i Pirenei, avanzò su Saragozza e poi sul porto di Cartagena. Da qui, nel maggio del 460, raggiunse il regno dei Vandali, sbarcando in Mauretania e mettendo paura a Genserico che inviò emissari per poter ottenere la pace; al rifiuto di Maggioriano, i Vandali devastarono la provincia e ne avvelenarono i pozzi, per rallentarne l'avanzata dell'esercito imperiale; non solo raggiunsero lo scopo, ma, con l'aiuto di alcuni traditori, si impadronirono della flotta romana, ancorata a Illici Augusta a sud dell'odierna Alicante. Maggioriano allora venne a patti, concordò un armistizio e al suo rientro in Italia, a Tortona, perse la vita in una battaglia contro Ricimero il 7 agosto 461; in quello stesso anno sembra che i Vandali liberarono, dietro il pagamento di un riscatto, Licinia Eudossia e la figlia Placidia.
Tra la fine del 463 ed il 464, essendo ancora in guerra con l'impero perché non riconosceva il nuovo imperatore, Libio Severo, e poi perché non veniva accolta la sua richiesta di elevare al trono imperiale Anicio Olibrio, che, avendo nel frattempo sposato Placidia, era genero di suo figlio Unerico, fece un accordo con il titolare del comando indipendente della Gallia del nord, Egidio, per attaccare contemporaneamente l'Italia; ma la cosa sfumò per l'improvvisa morte di Egidio. Comunque la situazione tra i Vandali e l'impero d'Occidente rimase tesa.
Nel 467, l'Imperatore d'Oriente, Leone I, nominò il nuovo Imperatore d'Occidente, Antemio e lo fece scortare a Roma dal governatore indipendente dell'Illyricum, Marcellino, che avrebbe poi dovuto proseguire ed attaccare Cartagine; ma la mancanza di venti favorevoli fece abortire il tentativo; Genserico, seccato, sia per la mancata nomina a Imperatore d'Occidente di Olibrio, sia per l'ordine di Leone I di aggredire il suo regno, cominciò da quell'anno ad attaccare anche le coste dell'Illiria, dell'Epiro e della Grecia, non risparmiando neppure Alessandria.
Nel 468 il regno dei Vandali fu l'obiettivo dell'ultimo sforzo militare congiunto delle due parti dell'Impero, teso a sottometterli. Ma mentre i Vandali venivano sconfitti dai generali Bizantini in Tripolitania e perdevano la Sardegna ad opera di Marcellino con parte della flotta, Genserico sorprese ed incendiò il grosso della flotta nemica al comando del generale romano d'Oriente Basilisco a Capo Bon; meno della metà delle navi imperiali scamparono in Sicilia. Mentre Marcellino, riunite la sua flotta con quella rifugiatasi in Sicilia, si accingeva a salpare per Cartagine, nell'agosto dello stesso anno, fu assassinato da un suo subalterno (forse un sicario di Ricimero).
I Vandali rimasero signori incontrastati del Mediterraneo occidentale dallo stretto di Gibilterra alla Tripolitania.
Nel 474 fu stipulata la pace perpetua con l'imperatore Zenone, dell'Impero romano d'Oriente, i Vandali concessero completa libertà di culto agli ortodossi e permisero la nomina di un nuovo titolare alla carica vescovile di Cartagine (vacante dal 457). Da parte sua, Zenone, nel 476, confermò ai Vandali il possesso di tutta la provincia d'Africa (dallo stretto di Gibilterra alla Tripolitania), le isole Baleari (comprese le isole Pitiuse), la Corsica, la Sardegna e la Sicilia (quest'ultima, eccettuata la città di Lilibeo, di interesse strategico, fu ceduta ad Odoacre in cambio di un tributo annuo).

#### Morte di Genserico e persecuzione dei non ariani
In politica interna Genserico dette libertà di religione a tutte le confessioni cristiane, ma volle che tutti i suoi stretti collaboratori si convertissero all'arianesimo. Durante il suo regno le tasse gravarono soprattutto sulle spalle delle ricche famiglie romane e del clero cattolico. Sembrava che nulla potesse fermare la potenza dei Vandali, ma con la scomparsa di Genserico sembrò scomparire la capacità combattiva dei Vandali. Genserico morì il 25 gennaio del 477, all'età di 87 anni (77 secondo alcune fonti), a Cartagine e, alla sua morte, divenne re il figlio Unerico.
Nonostante di fede ariana, come la maggior parte dei Vandali, Unerico si dimostrò all'inizio del suo regno tollerante con coloro che professavano la religione secondo il credo niceno, arrivando a permettere l'elezione di un nuovo vescovo di Cartagine nel 481, su richiesta dell'imperatore Zenone. Perseguitò inoltre gli adepti dell'eresia manichea.
Presto però iniziarono le persecuzioni anche contro i cattolici punendo tutti coloro di etnia vandala che si erano convertiti al cattolicesimo, cercando di incamerare tutti i loro possedimenti. Comunque un gran numero di individui fu esiliato a causa del loro credo religioso. La politica nei confronti della religione era contraddittoria al punto che, dopo aver permesso il 1º febbraio 484 un concilio tra vescovi ariani e cattolici il 24 febbraio dello stesso anno emanò un decreto in cui ai sacerdoti cattolici fu proibito di esercitare qualsiasi funzione e di abitare sia in città che nei villaggi, tutte le chiese cattoliche e le loro proprietà passavano al clero ariano; i funzionari regi di fede ortodossa erano privati della loro carica e tutti i cittadini di fede ortodossa erano multati e se perseveravano nella loro fede, qualora non avessero abbracciato la dottrina ariana, entro il 1º giugno dello stesso anno sarebbero stati dichiarati eretici, gli sarebbero stati confiscati i loro beni e sarebbero stati deportati. Al loro deciso rifiuto migliaia di cattolici furono allora esiliati in Corsica e in veri e propri campi di concentramento nell'entroterra africano, dove morirono a centinaia per le condizioni di vita estreme e per la disidratazione.
Il decreto del 24 gennaio 484, in cui ai sacerdoti cattolici fu proibito di esercitare qualsiasi funzione e di abitare sia in città che in campagna, tutte le chiese cattoliche e le loro proprietà passavano al clero ariano. I funzionari regi di fede ortodossa erano privati della loro carica e tutti i cittadini di fede ortodossa erano multati e se perseveravano nella loro fede gli venivano confiscati i loro beni e venivano deportati. I più fortunati furono rimossi dagli uffici divini ma fu permesso loro di rimanere presso le precedenti diocesi, ma molti, torturati e bruciati vivi sul rogo, subirono il martirio in quella che fu una delle più crudeli persecuzioni della storia della cristianità.
Mentre in quel periodo i Vandali, rafforzando ulteriormente la marina, mantennero il controllo delle isole del mediterraneo occidentale, nell'entroterra africano tuttavia i Berberi iniziarono la conquista della regione corrispondente grossomodo all'odierna Algeria, creando ai Vandali non pochi problemi logistici a causa dei loro continui attacchi che minacciavano i collegamenti e le comunicazioni tra i possedimenti di Cartagine e Tangeri.
Unerico, che fu il primo Vandalo a fregiarsi del titolo di Re dei Vandali e degli Alani, fu colpito alla fine del 484 dalla peste (considerata dai cattolici una punizione divina per le sue persecuzioni) e morì dopo pochi giorni il 23 dicembre del medesimo anno. Gli successe il nipote Gutemondo.
In quegli anni, i più potenti rivali dei Vandali, cioè Visigoti, Ostrogoti e Impero Bizantino, erano impegnati in lunghe e sanguinose guerre, che impedirono loro di dedicarsi alla conquista del Regno Vandalo che, dopo aver toccato il suo apogeo sotto Genserico, iniziava ora un rapido declino. La persecuzione contro i Cattolici fu attenuata, e, nel 487, la maggior parte delle chiese ortodosse erano riaperte e gli ecclesiastici esiliati stavano rientrando. Stabilizzò quindi la situazione economica interna, che sotto Unerico era arrivata sull'orlo del collasso.
Approfittando del conflitto tra Odoacre e Teodorico, i Vandali cercarono di riappropriarsi della Sicilia, ma le truppe spedite sull'isola, nel 491, furono ricacciate dagli Ostrogoti e così fu perso il contributo che Odoacre versava al re dei Visigoti, dal 476, per il possesso dell'isola.

## VI secolo

### Decadenza del regno

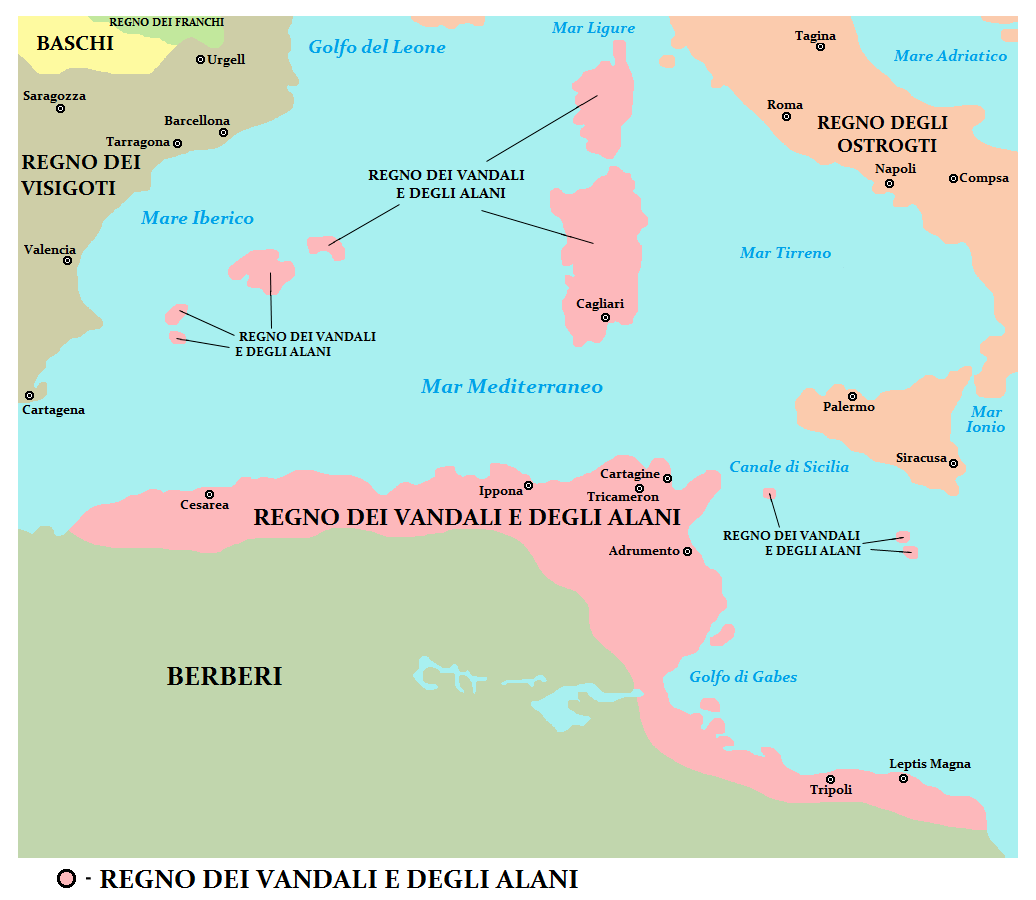
Il Regno dei Vandali nel 526.

A Gutemondo successe il fratello, Trasamondo, descritto dagli storici del tempo come un sovrano poco capace, inadatto al suo ruolo. Sotto la sua guida il Regno dei Vandali subì continui attacchi dalle popolazioni berbere e dei Mauri che portarono alla perdita di quasi tutto il territorio che oggi fa parte dell'Algeria. Negli ultimi anni del suo regno inoltre l'importante città portuale di Leptis Magna, sulla costa mediterranea, fu saccheggiata e distrutta dai Berberi mettendo in risalto l'estrema debolezza in cui si trovava il Regno dei Vandali. Riuscì tuttavia a mantenere e consolidare una forte presa su quello che è considerato il "cuore" del Regno, oggi corrispondente al territorio tunisino, alla parte più orientale dell'Algeria e alla Tripolitania; le tribù di Tripoli però, negli ultimi anni di regno, si resero indipendenti e lo sconfissero duramente.
In politica interna, Trasamondo continuò la politica del fratello che aveva messo fine alle persecuzioni contro i cattolici, iniziate dallo zio Unerico, pur riprendendo una politica anticattolica, evitando però i metodi violenti, ripresero gli esili tra il clero cattolico, tra cui il vescovo di Cartagine, usandogli però i dovuti riguardi; questa politica gli permise di far progredire significativamente le relazioni con l'Impero Bizantino.
I Vandali fecero un'alleanza con gli Ostrogoti, e nel 500, in seconde nozze, Trasamondo sposò la sorella del loro re, Teodorico, Amalafrida, che portò in dote la città siciliana di Lilibeo ed il suo circondario (l'estremità occidentale della Sicilia). L'alleanza scricchiolò, tra il 510 ed il 511, quando i Vandali aiutarono il re dei Visigoti, Gesalico, figlio illegittimo di Alarico II che Teodorico considerava un usurpatore del trono a scapito del figlio legittimo di Alarico II, Amalarico, che per parte di madre era nipote di Teodorico; abbandonato Gesalico al suo destino, l'alleanza tra Vandali e Ostrogoti tornò solida.
A Trasamondo successe il cugino Ilderico, di circa sessant'anni, figlio primogenito di Unerico e di Eudocia, che tra il 484 e il 523, aveva vissuto per quasi quarant'anni a Costantinopoli, al seguito di Eudocia quando fu ripudiata. Orgoglioso del suo sangue romano, era in ottimi rapporti con i membri della corte imperiale, specialmente con Giustiniano I, che governava per conto dell'imperatore Giustino I. Convertitosi da tempo all'ortodossia materna, oltre a cessare le persecuzioni religiose cambiò anche la tradizionale politica vandala di allineamento con gli Ostrogoti, finendo inevitabilmente in attrito con la nobiltà.
Ilderico, richiamò gli esuli, restituì le chiese agli ortodossi e permise la nomina di un nuovo vescovo cattolico a Cartagine, facilitando la conversione al cattolicesimo di molti Vandali. Amalafrida, la vedova del suo predecessore Trasamondo, e la sua guardia ostrogota si ribellarono, ma i Goti finirono massacrati e l'ex regina in carcere. Il re degli Ostrogoti, Teodorico, nel 526, allestì una flotta per vendicare l'affronto, ma, prima di salpare, morì.
Ilderico si disinteressò completamente delle operazioni belliche dei Vandali e delegò per esse il proprio cugino Hoamer. I Vandali dovettero contrastare la ribellione dei Mauri, iniziata con Trasamondo, che ormai controllavano la Mauritania Tingitana, la Mauritania Sitifense e la Numidia meridionale e dal 525 anche la Mauritania Cesariense, esclusa la capitale, Cesarea; inoltre nei suoi sette anni di governo l'esercito Vandalo subì numerose sconfitte da parte dei Berberi che strapparono al Regno la Tripolitana.
Dopo che, nel 530, un esercito inviato in soccorso a Cesarea fu battuto, un colpo di Stato depose Ilderico, lo incarcerò e al suo posto fu eletto il capo della rivolta, Gelimero, cugino di Ilderico.

### Fine del regno
L'imperatore d'Oriente Giustiniano I, che appoggiava Ilderico, intimò a Gelimero di esercitare pure il potere ma di rimettere almeno formalmente sul trono il vecchio re Ilderico. Gelimero rifiutò. Allora Giustiniano, che voleva restaurare l'impero nel Nord Africa, siglata la pace con i Persiani, nel 532, l'anno dopo, dichiarò guerra ai Vandali, considerati i tre fattori favorevoli:
- il regno ostrogoto rimase neutrale permettendo ai Bizantini l'approvvigionamento in Sicilia
- Goda, il governatore vandalo della Sardegna si era ribellato
- la popolazione romana d'Africa aveva promesso che avrebbe appoggiato i Bizantini.

Nell'estate del 533, al comando di Belisario, l'esercito bizantino sbarcò sul promontorio di Caput Vada. L'esercito vandalo oppose una grande resistenza, il 13 settembre, nella battaglia di Ad Decimum; dopo un iniziale vantaggio, alla morte di Gibamondo, nipote di Gelimero, i Vandali si scoraggiarono e furono sconfitti.
Belisario allora marciò su Cartagine che si consegnò ai Bizantini. Il 15 ottobre 533, domenica, Belisario, accompagnato dalla moglie Antonia, fece il suo formale ingresso a Cartagine risparmiandole saccheggio e massacro.
I Vandali assediarono la città, anche dal mare, ma dato che i rinforzi dalla Sardegna non arrivarono, tolsero l'assedio e a metà dicembre vi fu lo scontro decisivo; il 15 dicembre 533 Vandali e Bizantini si scontrarono nuovamente alla battaglia di Ticameron, a circa 30 chilometri da Cartagine. In questo combattimento morì Tzazo, fratello di Gelimero e fu il segnale della sconfitta, durante la quale i tesori e la famiglia reale furono catturati dai Bizantini. Belisario puntò su Ippona, seconda città vandala ed in poco tempo occupò tutte le città del regno dei Vandali.
Nel marzo del 534, circondato sul monte Pappua, Gelimero si arrese a Belisario. Secondo Procopio di Cesarea (La guerra vandalica, II, 9) Belisario portò parte della popolazione vandala a Costantinopoli, dove l'imperatore donò a Gelimero delle terre in Galazia, in cui visse come un pensionato imperiale. Ma il regno dei Vandali era scomparso per sempre.
Il regno vandalo d'Africa, incluse le isole, Sardegna, Corsica e Baleari venne riconquistato dai Bizantini. Ma alla caduta del regno vandalo si erano ribellate le tribù berbere e i Mauri, che tennero impegnate le truppe bizantine per circa quindici anni. La nuova provincia d'Africa si poté considerare definitivamente pacificata solo nel 548. Dei Vandali però non rimasero molte tracce.

## Re vandali
| Nome       | Nascita | Inizio Regno    | Fine Regno      | Morte           |
| ---------- | ------- | --------------- | --------------- | --------------- |
| Radagaiso  | 335 ca  | 388             | 23 agosto 406   | 23 agosto 406   |
| Godigisel  | 359     | 23 agosto 406   | 31 dicembre 406 | 31 dicembre 406 |
| Gunderico  | 379     | 31 dicembre 406 | 428             | 428             |
| Genserico  | 389     | 428             | 477             | 25 gennaio 477  |
| Unnerico   | 415/420 | 477             | 484             | 23 dicembre 484 |
| Gutemondo  | 450 ca  | 484             | 496             | 496             |
| Trasamondo | 450 ca  | 496             | 523             | 6 maggio 523    |
| Ilderico   | 460 ca  | 523             | 530             | 533             |
| Gelimero   | 480 ca  | 530             | 534             | 553             |